# Чирикауа (язык)
Чирикауа (англ. Chiricahua) — это исчезающий язык апачской ветви атабаскской группы семьи на-дене, на котором говорят около 175 человек.

## Генеалогическая, ареальная и социолингвистическая информация

### Генеалогия
- Семья на-денe
  - атабаскская ветвь
    - апачская группа
      - западноапачская подгруппа
        - Навахо
        - Западно-апачский язык
        - Мескалеро-чирикауанский апаче
          - Чирикауа
          - Мескалеро

Чирикауа и мескалеро иногда считаются диалектами одного языка.

### География
Носители языка чирикауа — племя чирикауа — проживают преимущественно в резервации Мескалеро в Нью-Мексико, также небольшая часть сосредоточена в резервации Форт-Силл в Оклахоме.

### Лингвистический статус
Чирикауа имеет статус 6b (находящийся под угрозой исчезновения) — используется для межличностного общения всеми поколениями, но число носителей непрерывно уменьшается. По данным 2007 года количество носителей составляет 175 человек.

## Типологическая характеристика

### Тип выражения грамматических значений
Чирикауа — полисинтетический язык. Грамматические значения в нём выражаются преимущественно префиксами (включая проклитики), а также энклитиками.
Примеры:
dá-'íłtsé-go-dee-yá-shíͅ

just-first-PN-INCEP-move.PFV-from

'before [time here] started to move'='from the very beginning'
Инкорпорация:
Naaghéé-'neesghán-é

monsters-kill_several.3SG.PFV-REL

'he, who kills monsters'

### Характер границы между морфемами
Для чирикауа характерны формальная и семантическая фузия и агглютинация .
Примеры:
Фузия:

gooslíͅná'a <- go-síͅ-laa-ná'a

PREF-PFV-become.PFV-EVID
'He was born'
Агглютинация:

díͅíͅ-'ji-łt'é-go

four-3PL-be_certain_number-REL

'they, being four in number'

### Локус маркирования

#### В посессивной именной группе
Для чирикауа характерно вершинное маркирование в посессивной именной группе.
Примеры:
`Isdzáńaádleeshé-ń bi-zhaa-ná'a

White_Painted_Woman-DEF 3SG.POSS-child-EVID

'the child of White Painted Woman'

#### В предикации
Для чирикауа характерно вершинное маркирование в предикации.
Примеры:
goo-ł-ndí-ná'a

3SG.OBJ-to-speak.IPFV-EVID

'he said to her'
go-ł-di-sh-ndí

3SG.OBJ-to-idea_of_speaking-1SG.SUBJ-speak.IPFV

'I said to her'
nóó-sh-dláͅ

2SG.OBJ-1SG.SUBJ-believe.IPFV

'I believe you'

### Тип ролевой кодировки
Ролевая кодировка — аккузативная.
Примеры на материале имперфектива:

Используется порядковая техника ролевой кодировки (префикс со значением пациенса предшествует префиксу со значением агенса, в третьем лице субъектный показатель нулевой).
A,P:

nóó-sh-dláͅ

2SG.OBJ-1SG.SUBJ-believe.IPFV 

'I believe you'

nóó- — результат слияния двух морфем: лексического префикса ho- и префикса ni- со значением объектного местоимения 2-го лица.

Biͅiͅ na-i-ł-tsee-ná'a

deer about-3SG.OBJ-CLF-kill_several.IPFV-EVID

'he killed deer'
SA:

ná-n-ł-ghee

PREF-2SG.SUBJ-CLF-run.IPFV

'you run'

-n- — префикс со значением субъектного местоимения 2-го лица.
SP:

daas-di-ndííł-go

PREF-INCEP-fall

'it starts to fall'

Префикс со значением SP опущен, как и в случае с агенсом.

t'é-hé-ń-doo-da-í

PREF-PREF-2SG.SUBJ-be_brave.IPFV-so-REL

'you are so brave'

### Базовый порядок слов
Базовый порядок слов для чирикауа, как и для других языков апачской группы — SOV. Исключения крайне редки.
Пример:
`Ákoo `Isdzánádleeshé-ń Ghee’ye-ń `á-i-ł-ndí-ná'a.

then White_Painted_Woman-DEF giant-DEF so-PREF-to-speak.IPFV-EVID 

'Then White Painted Woman spoke thus to the Giant.'
`Ákoo Ghéé'ye-ń `Isdzánádleeshé-ń `á-i-ł-ndí-ná'a.

then giant-DEF White_Painted_Woman-DEF so-PREF-to-speak.IPFV-EVID 

'Then the Giant spoke thus to White Painted Woman.'

## Особенности

### Фонология

#### Согласные
|                             |                    | Губные | Альвео- лярные | Альвеолярные ламинальные | Латеральные | Велярные | Фарин- гальные |
| --------------------------- | ------------------ | ------ | -------------- | ------------------------ | ----------- | -------- | -------------- |
| Взрывные                    | Непридыха- тельные | b      | d              |                          |             | g        |                |
| Взрывные                    | Придыха- тельные   |        | th             |                          |             | kh       |                |
| Взрывные                    | Глоттали- зованные |        | t'             |                          |             | k'       | ʡ              |
| Носовые                     | Длительные         | m      | n              |                          |             |          |                |
| Носовые                     | Взрывные           | b̃      | ᵭ              |                          |             |          |                |
| Фрикативные и аппроксиманты | Глухие             |        | s              | ʃ                        | ɬ           | x        | ħ              |
| Фрикативные и аппроксиманты | Звонкие            |        | z              | ʒ                        | l           | ɣ        |                |
| Глайды                      | Глайды             |        |                |                          |             | ɰ        |                |
| Аффрикаты                   | Непридыха- тельные |        | dz             | dʒ                       | dɮ          |          |                |
| Аффрикаты                   | Придыха- тельные   |        | tsh            | tʃh                      | tɬh         |          |                |
| Аффрикаты                   | Глоттали- зованные |        | ts'            | tʃ                       | tɬ'         |          |                |

#### Гласные
|                  |                    |                  | Ряд                |                        |                        |    |    |    |
| Передний         | Передний           | Средний          | Средний            | Нижний (+огубленность) | Нижний (+огубленность) |    |    |    |
| Назали- зованные | Неназали- зованные | Назали- зованные | Неназали- зованные | Назали- зованные       | Неназали- зованные     |    |    |    |
| Подъём           | Средний            | Долгие           | ĩː                 | iː                     |                        |    |    |    |
| Подъём           | Средний            | Краткие          | ĩ                  | i                      |                        |    |    |    |
| Подъём           | Верхний            | Долгие           | ẽː                 | eː                     |                        |    | õː | oː |
| Подъём           | Верхний            | Краткие          | ẽ                  | e                      |                        |    | õ  | o  |
| Подъём           | Средний            | Долгие           |                    |                        | ãː                     | aː |    |    |
| Подъём           | Средний            | Долгие           |                    |                        | ã                      | a  |    |    |

#### Структура слога
1. Слог чаще всего начинается с согласного.
2. Вершиной слога может быть гласный, кластер из двух гласных или слоговой n.
3. Слог может заканчиваться гласным, согласным, слоговым n и, реже, кластером согласных.
4. Каждый слог имеет тоновую характеристику.

#### Структура слова
1. Слова состоят из одного и более слогов.
2. Слова начинаются с согласного, слогового n или, реже, кластера из двух согласных.
3. Кластеры согласных в середине слова состоят из не более чем трёх согласных, чаще из двух. Согласные в них всегда находятся по разные стороны слоговой границы.
4. Кластеры гласных встречаются внутри слога, иногда в начале или конце слова.
5. Слово может заканчиваться гласным, согласным или слоговым n, но не кластером согласных.
6. Музыкальное ударение слова формируется тоновыми характеристиками его морфем.

### Морфология

#### Существительное
1. Все существительные можно разделить на пять групп: односложные, существительные с постоянным посессивным префиксом, тематические, отглагольные и составные.
  1. Односложные существительные включают в себя существительные с неотделяемым суффиксом.
  2. Cуществительные с постоянным посессивным префиксом означают части тела или родственные отношения.
  3. Тематические существительные состоят из корня и неотделяемого префикса.
  4. Отглагольное существительное обычно имя деятеля.
  5. Составные существительные делятся на четыре группы: существительное+существительное, существительное+частица, существительное+глагольный корень, существительное (или частица)+глагол.
2. Посессивность выражается посессивными местоименными приставками, которые различают пять лиц: первое, второе, третье, четвёртое (употребляется по отношению к некоторым родственникам по браку, к которым необходимо обращаться с уважением), неопределённое (употребляется, когда посессор неважен).

#### Глагол
1. Глагол состоит из префиксального комплекса и темы. Тема может состоять из корня или из корня с тематическим префиксом. Корень глагола может изменяться в зависимости от времени и модальности.
2. Префиксальный комплекс может состоять из следующих элементов (приведены в порядке, в котором появляются слева направо в форме глагола):
  1. Проклитики
  2. Наречные префиксы (редко)
  3. Объектные местоименные префиксы (непрямое дополнение)
  4. Наречные префиксы (основная позиция)
  5. Префикс итератива
  6. Префикс дистрибутива
  7. Объектные местоименные префиксы (непрямое дополнение)
  8. Дейктические префиксы
  9. Наречные префиксы (редко)
  10. Видовременные префиксы
  11. Субъектные местоименные префиксы
  12. Классификаторы
3. Глагол имеет следующие видовременные формы: имперфектив, перфектив, прогрессив, итератив, оптатив.
  1. Имперфектив маркируется отсутствием модального префикса. Означает деятельность в процессе, деятельность, близкую к завершению, состояние или качество.
  2. Перфектив имеет три парадигмы: si-перфектив, ho-перфектив, ni-перфектив. Значение: состояние или качество, ставшее результатом предыдущего действия. Si-перфектив используется для обозначения длительного статического состояния, ho-перфектив — его начала, ni-перфектив — завершения.
  3. Прогрессив имеет значение действия выполняемого во время движения.
  4. Итератив означает повторяющееся или привычное действие.
  5. Оптатив выражает желание или стремление.
4. Глаголы делятся на четыре класса в зависимости от залога и транзитивности.

## Список глосс
| 1SG   | первое лицо, единственное число  |
| 2SG   | второе лицо, единственное число  |
| 3SG   | третье лицо, единственное число  |
| 3PL   | третье лицо, множественное число |
| CLF   | классификатор                    |
| DEF   | определённость                   |
| EMP   | эмфатическая энклитика           |
| EVID  | эвиденциальность                 |
| INCEP | инцептив                         |
| IPFV  | имперфектив                      |
| OBJ   | объект                           |
| PFV   | перфектив                        |
| PN    | местоимение                      |
| POSS  | посессивный маркер               |
| PREF  | лексический префикс              |
| REL   | релятивная энклитика             |
| SUBJ  | субъект                          |
| TERM  | терминативная проклитика         |